# Rhoda (Fernsehserie)
Rhoda ist eine US-amerikanische Sitcom und ein Spin-off von Mary Tyler Moore. Die Serie wurde zwischen 1974 und 1978 produziert und in dieser Zeit auf CBS ausgestrahlt. Nach 110 Folgen wurde Rhoda abgesetzt.

## Handlung
Rhoda kehrt nach New York zurück, wo sie Joe Gerard heiratet, sich aber später wieder von ihm scheiden lässt. Unterstützung erhält sie dabei von ihrer Schwester Brenda; ihr großes Problem ist jedoch ihre Mutter Ida.

## Auszeichnungen
Emmy Awards
- 1975: Emmy als Beste Hauptdarstellerin in einer Comedyserie: Valerie Harper
- 1975: Nominierung in der Kategorie Beste Comedyserie
- 1975: Nominierung in der Kategorie Beste fortfahrende Darbietung einer Nebendarstellerin in einer Comedyserie: Julie Kavner
- 1975: Nominierung in der Kategorie Beste fortfahrende Darbietung einer Nebendarstellerin in einer Comedyserie: Nancy Walker
- 1975: Nominierung in der Kategorie Bestes Drehbuch für eine Comedyserie für die Episode Rhoda’s Wedding

- 1976: Nominierung in der Kategorie Beste Hauptdarstellerin in einer Comedyserie: Valerie Harper
- 1976: Nominierung in der Kategorie Beste fortfahrende Darbietung einer Nebendarstellerin in einer Comedyserie: Julie Kavner
- 1976: Nominierung in der Kategorie Beste fortfahrende Darbietung einer Nebendarstellerin in einer Comedyserie: Nancy Walker
- 1976: Nominierung in der Kategorie Beste Solodarbietung einer Nebendarstellerin in einer Comedyserie oder Dramaserie für Ruth Gordon in der Episode Kiss Your Epaulets Goodbye

- 1977: Nominierung in der Kategorie Beste Hauptdarstellerin in einer Comedyserie: Valerie Harper
- 1977: Nominierung in der Kategorie Beste fortfahrende Darbietung einer Nebendarstellerin in einer Comedyserie: Julie Kavner
- 1977: Nominierung in der Kategorie Beste Solodarbietung einer Nebendarstellerin in einer Comedyserie oder Dramaserie für Nancy Walker in der Episode The Separation

- 1978: Emmy in  der Kategorie Beste fortfahrende Darbietung einer Nebendarstellerin in einer Comedyserie: Julie Kavner
- 1978: Nominierung in der Kategorie Beste fortfahrende Darbietung einer Nebendarstellerin in einer Comedyserie: Nancy Walker
- 1978: Nominierung in der Kategorie Beste Hauptdarstellerin in einer Comedyserie: Valerie Harper
- 1978: Nominierung in der Kategorie Bester Episoden-Hauptdarsteller in einer Comedy- oder Dramaserie: Judd Hirsch in der Folge Rhoda Likes Mike
- 1978: Nominierung in der Kategorie Beste Solodarbietung einer Nebendarstellerin in einer Comedyserie oder Dramaserie für Harold Gould in der Episode Happy Anniversary

Golden Globe Awards
- 1975: Golden Globe in der Kategorie Beste Serien-Hauptdarstellerin – Komödie oder Musical für Valerie Harper

- 1975: Golden Globe in der Kategorie Beste Serie – Komödie oder Musical

- 1975: Nominierung  in der Kategorie Beste Nebendarstellerin – Serie, Mini-Serie oder TV-Film für Julie Kavner

- 1976: Nominierung in der Kategorie Beste Serien-Hauptdarstellerin – Komödie oder Musical für Valerie Harper
- 1976: Nominierung  in der Kategorie Beste Nebendarstellerin – Serie, Mini-Serie oder TV-Film für Julie Kavner
- 1976: Nominierung  in der Kategorie Beste Nebendarstellerin – Serie, Mini-Serie oder TV-Film für Nancy Walker

- 1977: Nominierung  in der Kategorie Beste Nebendarstellerin – Serie, Mini-Serie oder TV-Film für Anne Meara
- 1977: Nominierung  in der Kategorie Beste Nebendarstellerin – Serie, Mini-Serie oder TV-Film für Julie Kavner

- 1979: Nominierung  in der Kategorie Beste Nebendarstellerin – Serie, Mini-Serie oder TV-Film für Julie Kavner
- 1979: Nominierung  in der Kategorie Beste Nebendarstellerin – Serie, Mini-Serie oder TV-Film für Nancy Walker